# جرف أوست
جرف أوست هو موقع جيولوجي له أهمية علمية خاصة بمساحة 5.3 هكتار بجوار مصب نهر سيفرن، بالقرب من قرية أوست، جنوب غلوسترشيرز، المملكة المتحدة. تم أضافته كموقع جيولوجي له أهمية علمية خاصة في عام 1954م. يعبر جسر سيفيرن الجرف.
يرجع تصنيفها كموقع جيولوجي له أهمية علمية خاصة إلى وجود أحافير أحفورية. يشتهر الموقع بطبقة عظمية ترجع لمرحلة الرايتاني من فترة الثلاثي المتأخر، وهو أيضًا أكثر المناطق إنتاجية في بريطانيا للحشرات الترياسية.

## جيولوجيا المنطقة
الجزء السفلي من الجرف عبارة عن حجر طيني أحمر، به شرائط من العقيدات المرمر البيضاء الوردية. يوجد فوق الحجر الطيني الأحمر حجر طيني أخضر، يليه طبقة عظمية ترجع لمرحلة الرايتاني عند قاعدة شريط من طفل صفحي. فوق طفل صفحي توجد طبقة من الأديم من الحجر الجيري بلون الكريم.

## الحيوانات القديمة
| التيروصورات في أوست كليف         | التيروصورات في أوست كليف | التيروصورات في أوست كليف | التيروصورات في أوست كليف | التيروصورات في أوست كليف |
| الأصناف                          | وفرة                     | ملحوظات                  | الصور                    | مصادر                    |
| -------------------------------- | ------------------------ | ------------------------ | ------------------------ | ------------------------ |
| جنس: - ديمورفودون 1. D. macronyx |                          |                          | ديمورفودون               | [ 3 ]                    |
| الكائنات البحرية في أوست كليف    |                          |                          |                          |                          |
| الأصناف                          | وفرة                     | ملحوظات                  | الصور                    | مصادر                    |
| جنس: - إكتيوصور                  |                          |                          |                          | [ 4 ]                    |

## روابط خارجية
- ورقة الاستشهاد باللغة الإنجليزية لـ SSSI (تم الوصول إليها في 9 يوليو 2006)